# Macrostylis abyssicola
Macrostylis abyssicola är en kräftdjursart. Macrostylis abyssicola ingår i släktet Macrostylis och familjen Macrostylidae. Inga underarter finns listade i Catalogue of Life.